# Akaki Jintcharadze
Akaki Jintcharadze (19 de julio de 1987) es un deportista georgiano que compite en levantamiento de potencia adaptado. Ganó una medalla de bronce en los Juegos Paralímpicos de París 2024, en la categoría de +107 kg.

## Palmarés internacional
| Juegos Paralímpicos | Juegos Paralímpicos | Juegos Paralímpicos | Juegos Paralímpicos |
| Año                 | Lugar               | Medalla             | Categoría           |
| ------------------- | ------------------- | ------------------- | ------------------- |
| 2024                | París (Francia)     | Medalla de bronce   | +107 kg             |